# Diego de Arce y Reinoso
Diego de Arce y Reinoso (Zalamea de la Serena, 25 de abril de 1585-Madrid, 20 de junio de 1665) fue obispo e inquisidor general del reino de España.
También fue el autor del monasterio de San Ginés de la Jara

## Carrera eclesiástica
Obispo de Tuy (1635-38), de Ávila (1638-40) y de Plasencia (1640-52), fue nombrado inquisidor general el 14 de noviembre de 1643 y Consejero de Estado en 1664.